# ليلى (ممثلة)
ليلى (بالإنجليزية: Laila Mehdin)‏ هي ممثلة هندية، ولدت في 24 أكتوبر 1980 في غوا في الهند. من الجوائز التي نالتها جائزة فيلم فير جنوب.

## جوائز
- جائزة فيلم فير جنوب

## وصلات خارجية
- ليلى على موقع IMDb (الإنجليزية)
- ليلى على موقع قاعدة بيانات الفيلم (الإنجليزية)